# Kwanzaa
Kwanzaa (pronunciat en anglès /ˈkwɑːnzə/) és una festa secular de la cultura afroestatounidenca celebrada entre el 26 de desembre i l'1 de gener. Fou inventada el 1966 i la celebren gairebé únicament els afroestatounidencs als Estats Units d'Amèrica.

## Celebració
La festa de la Kwanzaa són set dies de celebracions que inclouen libacions i l'encesa d'una espelma anomenada kinara, un canelobre especial de Kwanzaa, per cada dia d'aquesta setmana de festes. En la primera nit únicament es pren el braç major i una espelma, i cada nit es va encenent una espelma més, fins al darrer dia en el qual tota la kinara està encesa completament.
Les famílies que celebren Kwanzaa decoren les seves cases amb objectes d'art, vistoses teles africanes i fruites fresques que representen l'idealisme africà. És costum que els nens participin també en la cerimònies de la Kwanzaa i que es rendeixi respecte i gratitud als avantpassats. Les libacions són compartides, generalment es beu d'un mateix calze, Kikombe cha Umoja, que es passa d'un participant en l'altre fins que tots han begut.

## Història

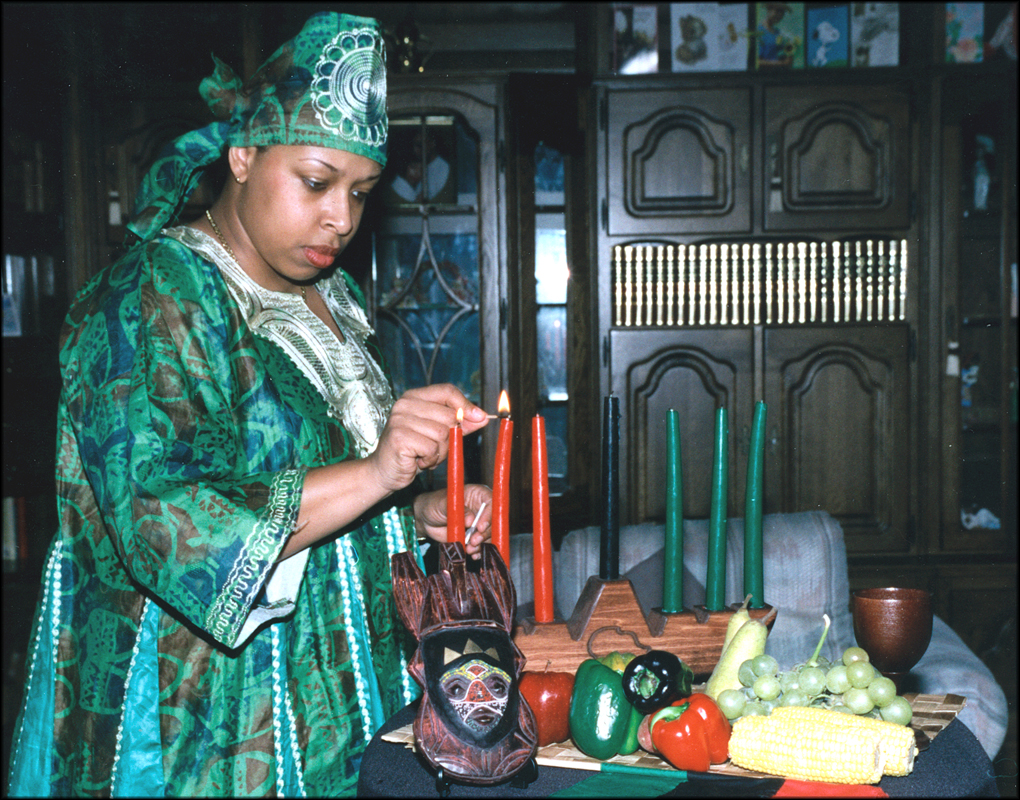
Una dona afroamericana encén unes espelmes en una taula que prèviament ha estat decorada amb els símbols de la Kwanzaa.

La Kwanzaa va ser fundada pel Dr. Maulana 'Ron' Karenga, un activista negre. Es va celebrar per primer cop entre el 26 de desembre de 1966 i l'1 de gener de 1967.
El nom "Kwanzaa" prové originàriament de la frase suahili "matunda ya kwanza"; que significa "primeres fruites". Es va utilitzar el suahili, un idioma de l'Àfrica Oriental, per reflectir el concepte de panafricanisme, popular durant els anys 1960, encara que molts afroamericans provenen de l'Àfrica Occidental i per això la llengua no exerceix en realitat un paper significatiu en la cultura afroamericana.
La Kwanzaa es va instituir com un mitjà d'ajudar els afroestatunidencs a unir-se de nou amb la seva herència cultural i històrica africana, unint-se en meditació i estudi al voltant de principis basats no només en tradicions africanes, sinó també en principis humanistes comuns.
Encara que inicialment s'animava als participants a practicar la Kwanzaa i excloure altres festes, molts celebrants avui decideixen celebrar-la juntament amb altres festivitats com el Nadal i l'Any Nou. Per molts participants afroamericans, Kwanzaa és una oportunitat d'incorporar elements de la seva herència ètnica particular en observançes i celebracions preexistents.

## Set principis de la negritud
La Kwanzaa té "Set Principis de Negritud" o Nguzo Saba. Cadascun dels set dies de la Kwanzaa està dedicat als principis següents en ordre consecutiu:
- Umoja (Unitat)
- Kujichagulia (Autodeterminació)
- Ujima (Treball col·lectiu i responsabilitat)
- Ujamaa (Economia cooperativa)
- Nia (Objectiu i intenció)
- Kuumba (Creativitat)
- Imani (Fe)